# James Ferraro
James Ferraro (ur. 6 listopada 1986 w Rochester) – amerykański artysta, kompozytor i producent muzyki eksperymentalnej. Uznawany za pioniera hipnagogicznego popu i vaporwave. Jego twórczość związana jest z tematyką hiperrzeczywistości i kultury konsumpcyjnej. Muzycznie natomiast czerpie z różnych stylów, takich jak muzyka elektroniczna lat 80., easy listening, drone, lo-fi, kolaż dźwiękowy i R&B.
Ferraro rozpoczął swoją karierę na początku XXI wieku jako członek kalifornijskiego duetu noise The Skaters, po czym zaczął nagrywać utwory solowe pod swoim nazwiskiem i pod różnymi pseudonimami. Wydał projekty w takich wytwórniach jak Hippos in Tanks i New Age Tapes. Zyskał szersze uznanie, kiedy jego album Far Side Virtual z 2011 został wybrany Albumem Roku przez „The Wire”.

## Dyskografia
| Rok  | Jako          | Nazwa albumu                                  | Wytwórnia                 |
| ---- | ------------- | --------------------------------------------- | ------------------------- |
| 2008 | James Ferraro | Multitopia                                    | New Age Tapes             |
| 2008 | James Ferraro | Clear                                         | New Age Tapes             |
| 2008 | James Ferraro | Discovery                                     | New Age Tapes             |
| 2008 | James Ferraro | Marble Surf                                   | New Age Tapes             |
| 2008 | K2            | Chameleon Ballet                              | New Age Tapes             |
| 2008 | James Ferraro | Last American Hero                            | Taped Sounds              |
| 2009 | James Ferraro | Heaven's Gate                                 | New Age Tapes             |
| 2009 | James Ferraro | KFC City 3099: Pt.1 Toxic Spill               | New Age Tapes             |
| 2009 | James Ferraro | Wild World                                    | Muscleworks Inc.          |
| 2009 | James Ferraro | Citrac                                        | Arbor                     |
| 2009 | James Ferraro | iAsia                                         | Muscleworks Inc.          |
| 2009 | James Ferraro | On Air                                        | Muscleworks Inc.          |
| 2010 | James Ferraro | Night Dolls with Hairspray                    | Olde English Spelling Bee |
| 2011 | James Ferraro | Condo Pets                                    | Hippos in Tanks           |
| 2011 | James Ferraro | Far Side Virtual                              | Hippos in Tanks           |
| 2011 | Bebetune$     | Inhale C-4 $$$$$                              | b3BETUNES                 |
| 2012 | Bodyguard     | Silica Gel                                    | Wydanie własne            |
| 2012 | James Ferraro | Sushi                                         | Hippos in Tanks           |
| 2013 | James Ferraro | Cold                                          | Hippos in Tanks           |
| 2013 | James Ferraro | NYC, Hell 3:00 AM                             | Hippos in Tanks           |
| 2014 | User703918785 | Suki Girlz                                    | Wydanie własne            |
| 2015 | James Ferraro | War                                           | Wydanie własne            |
| 2015 | James Ferraro | Skid Row                                      | Break World               |
| 2016 | James Ferraro | Human Story 3                                 | Wydanie własne            |
| 2016 | James Ferraro | Rerex                                         | Aguirre Records           |
| 2016 | James Ferraro | Burning Prius ®                               | Wydanie własne            |
| 2017 | James Ferraro | Fanfare for the Boston Marathon 2017          | Wydanie własne            |
| 2017 | James Ferraro | Anthrospray: Music for Extinction Renaissance | LOYAL                     |
| 2017 | James Ferraro | Troll                                         | Wydanie własne            |
| 2018 | James Ferraro | Four Pieces for Mirai                         | Wydanie własne            |
| 2019 | James Ferraro | Requiem for Recycled Earth                    | Wydanie własne            |
| 2020 | James Ferraro | Neurogeist                                    | Wydanie własne            |
| 2021 | James Ferraro | Terminus                                      | Wydanie własne            |